# Acroceronia elquiensis
Acroceronia elquiensis là một loài ruồi trong họ Tachinidae.